# ゲルト・アルブレヒト
ゲルト・アルブレヒト（Gerd Albrecht, 1935年7月19日 - 2014年2月2日）は、ドイツの指揮者。

## 人物・来歴

### 略歴
- 1957年 ブザンソン国際指揮者コンクール優勝[1]
- 1966年 - 1972年 カッセル国立劇場 音楽総監督
- 1975年 - 1980年 チューリッヒ・トーンハレ管弦楽団 首席指揮者
- 1988年 - 1997年 ハンブルク州立歌劇場 音楽総監督
- 1993年 - 1996年 チェコ・フィルハーモニー管弦楽団 首席指揮者
- 1998年 - 2007年 読売日本交響楽団 常任指揮者

チェコ・フィルハーモニーの首席指揮者としては、外国人として初の就任であったが、様々な軋轢により、わずか3年で辞任することとなった。客演指揮者として時折復帰していた。
2014年2月2日、ベルリン市内の自宅にて死去。78歳没。

## 演奏とレパートリー
常々「ベートーヴェンを頻繁に演奏するようなことはあってはならない」と主張しており、近代・現代音楽、あるいは演奏機会の少ない曲を積極的に取り上げる傾向が強い（とはいえ、ベートーヴェンは結果的に何度も取り上げている）。また、オペラ経験が長く、合唱を伴う曲では立体的に響かせるなど、強みを発揮する。指揮法は徹底した上げ打点を用いている。

## 日本とのかかわり
1982年2月、NHK交響楽団の招聘により初来日。
1996年5月、ハンブルク州立歌劇場の日本公演で来日。
1997年12月に読売日本交響楽団と初共演、翌1998年4月に同団の第7代常任指揮者に就任。在任期間中は現代音楽やオペラに積極的に取り組み、「日本人若手作曲家委嘱シリーズ」を開始したほか、グルリットの歌劇「ヴォツェック」の日本初演、ヘンツェの歌劇「午後の曳航」の世界初演、ヤナーチェクの歌劇「運命」の日本初演、同団創立40周年記念公演としてワーグナーの舞台神聖祝典劇「パルジファル」(舞台上演)及び楽劇「ワルキューレ」第1幕(演奏会形式)等、新機軸の公演を次々と行い、グルリット「ヴォツェック」公演では2000年度文化庁芸術祭優秀賞を受賞した。また2000年と2003年にヨーロッパ演奏旅行を実施したほか、オクタヴィアレコードへベートーヴェンとブラームスの交響曲全集をセッション録音した。2007年3月に3期9年の任期を満了して読売日本交響楽団の常任指揮者を退任し、同団から桂冠指揮者の称号を授与された。その後も同団とは2008年7月、2011年2月、2012年6月に共演した。